# Wirtschaftswunder

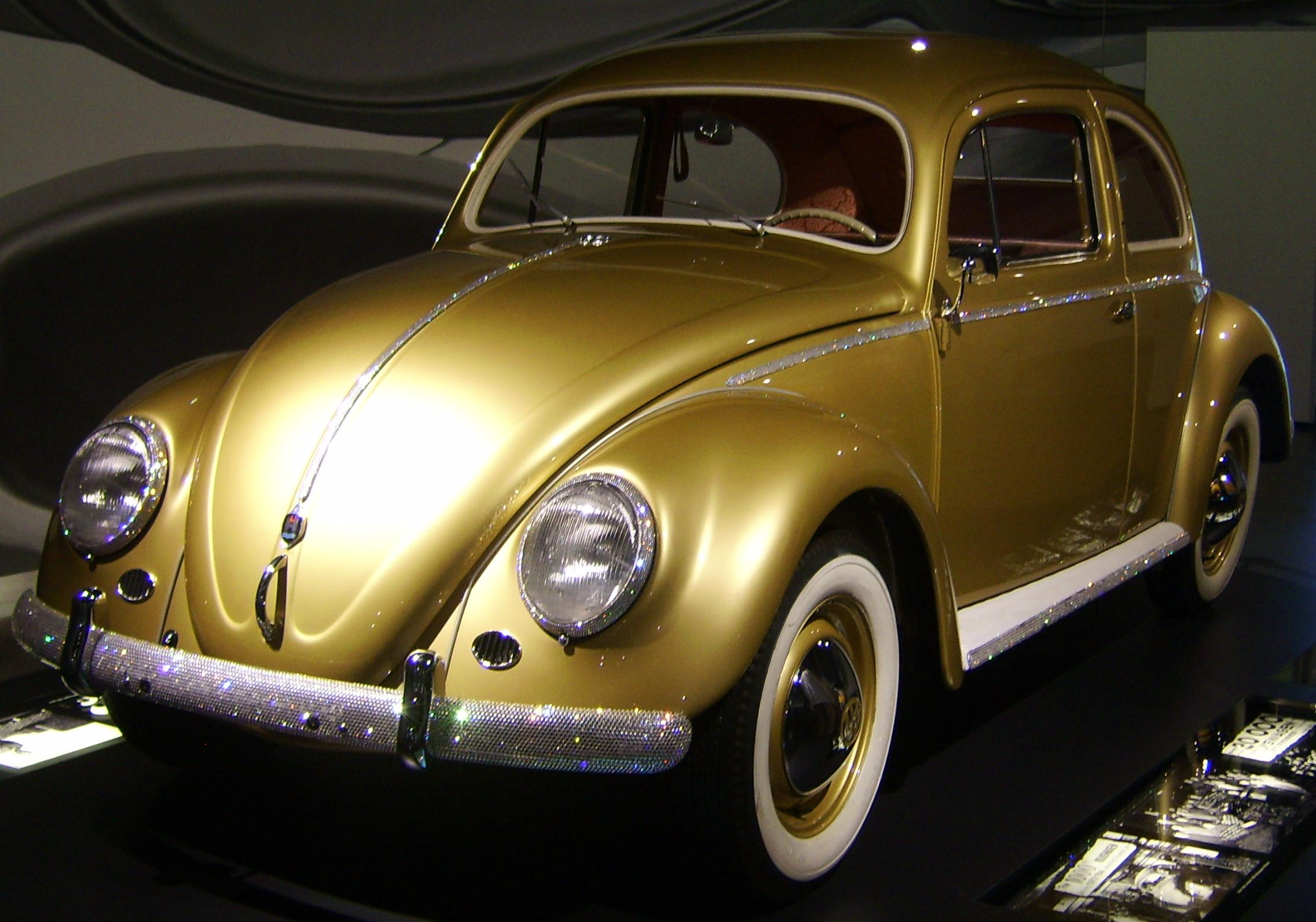
A Volkswagen Bogár a háború utáni nyugatnémet újjáépítés ikonja volt. A képen látható példa egy egyszeri változat volt, amelyet egymillió ilyen típusú autó legyártásának megünneplésére készítettek

A Wirtschaftswunder kifejezés (német: [ˈVɪʁtʃaftsˌvʊndɐ], azaz "gazdasági csoda"), más néven a Rajna csodája Nyugat-Németország és Ausztria gazdaságainak gyors rekonstrukcióját és fejlődését írja le a második világháború után (egy az ordoliberalizmuson alapuló szociális piacgazdaság megvalósításával). A jelenségre utaló kifejezést először a The Times használta 1950-ben.
Kezdve azzal, hogy 1948-ban a birodalmi márkát törvényes fizetőeszközként lecserélték a német márkára (a schilling hasonló módon újra bevezetésre került Ausztriában), az alacsony infláció és a gyors ipari növekedés tartós korszakát a Konrad Adenauer nyugatnémet kancellár vezette kormány felügyelte és gazdasági minisztere, Ludwig Erhard, aki „a német gazdasági csoda atyjaként” vonult be a történelembe. Ausztriában a hatékony munkaügyi gyakorlatok a gazdasági növekedés hasonló időszakához vezettek.
A gazdasági növekedés korszaka Nyugat-Németországot és Ausztriát a háború teljes pusztításából a modern Európa fejlett országaiba emelte. Az Európai Közös Piac 1957-es alapításakor Nyugat-Németország gazdasági növekedése ellentétben állt az Egyesült Királyság akkori nehézségeivel.

## Nyugat-Németország

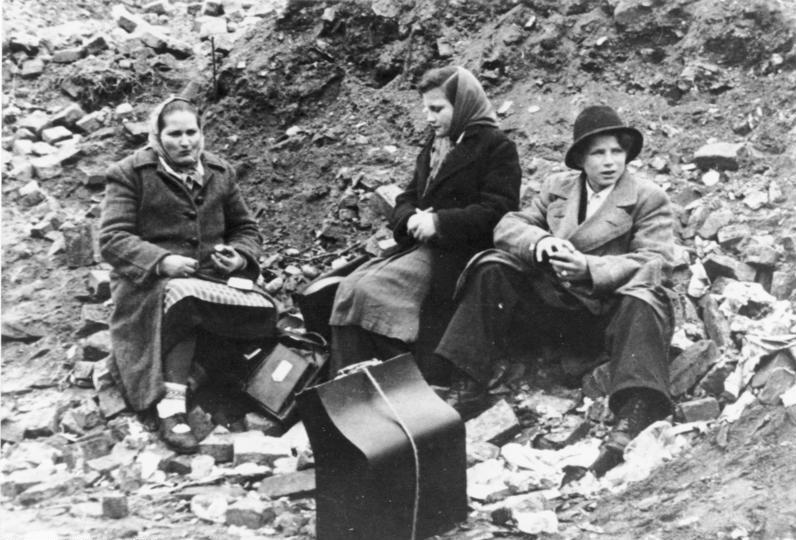
Német menekültek keletről Berlinben 1945-ben

Nyugat-Németország gyors gazdasági fellendülésének alapvető oka az ordoliberális növekedési modellben keresendő. Nyugat-Németországban 1946-ban szakképzett munkaerő és magas technológiai színvonal állt rendelkezésre, de tőkeállománya nagyrészt megsemmisült a háború alatt és után. Ezt a kis tőkeállományt növelte a német gazdaság polgári javak előállítására történő átalakításának nehézsége, valamint a féktelen monetáris és szabályozási problémák, amelyek a háború utáni első években szokatlanul alacsony gazdasági teljesítményhez vezettek.
Ezeket a kezdeti problémákat leküzdötte az 1948-as valutareform, amely a birodalmi márkát a német márkával váltotta fel törvényes fizetőeszközként, megállítva a féktelen inflációt. Ez a nyugatnémet gazdaság megerősítésére irányuló intézkedés kifejezetten tilos volt a JCS 1067 rendelet hatályban létének két éve alatt. A JCS 1067 arra utasította az Egyesült Államok nyugati német megszálló erőit, hogy „ne tegyenek lépéseket Németország gazdasági helyreállítása felé”.
Ugyanakkor a kormány Erhard tanácsát követve élesen csökkentette az adókat a mérsékelt jövedelmek után. Walter Heller, az amerikai megszállási erők fiatal közgazdásza, aki később Kennedy elnök Gazdasági Tanácsadó Tanácsának elnöke lett, 1949-ben azt írta, hogy "a rendkívül magas kamatok elnyomó hatásának megszüntetése érdekében a 64. számú katonaikormány-törvény széles utat vágott a német adórendszerben a valutareform idején". Különösen az egyéni jövedelemadó mértéke csökkent drámaian. Korábban a 6000 német márkát meghaladó jövedelem adókulcsa 95 százalék volt. Az adóreform után ez a 95 százalékos kulcs csak a 250 000 német márka feletti éves jövedelmekre vonatkozott. 1950-ben mintegy 2400 német márka éves jövedelmű nyugatnémet polgár esetében a határadó mértéke 85 százalékról 18 százalékra csökkent.

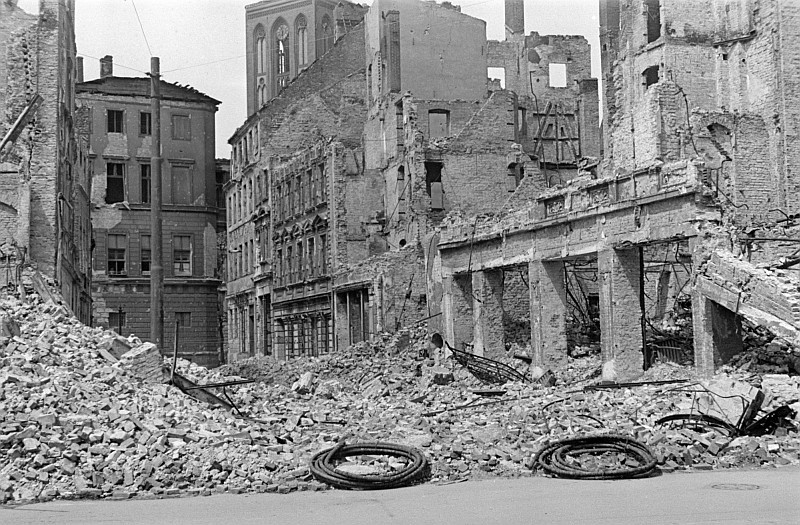
Háborús károk egy német városban Szászországban 1945-ben

A nyugatnémet szén- és acéliparnak a potsdami konferencián a szövetségesek által eldöntött felszámolása 1950-ben gyakorlatilag befejeződött; akkorra a berendezéseket eltávolították 706 nyugati gyártóüzemből, és az acélgyártó kapacitást 6 700 000 tonnával csökkentették. Bár az iparilag fontos Saar-vidéket és a gazdag szénmezőit 1957-ben visszaadták Nyugat-Németországnak, 1959-ig gazdaságilag integrálva maradt Franciaországgal vámunióban, és Franciaország 1981-ig termelte ki a szenet a területről.
Nyugat-Németország 1948 után gyorsan folytatta tőkeállományának újjáépítését, és ezáltal lenyűgöző ütemben növelte gazdasági teljesítményét. A nagyon alacsony tőkebefektetési ráta az alacsony fogyasztásnak és a csekély tőkebefektetési igénynek köszönhetően (a még mindig kis tőkeállomány miatt) hajtotta ezt a fellendülést az 1950-es években. Az életszínvonal is folyamatosan emelkedett, a bérek vásárlóereje 1950-től 1960-ig 73%-kal nőtt. Amint azt a brit újságíró, Terence Prittie a hatvanas évek elején megjegyezte:
"Ma a német munkásember kényelmes életet él, és jól megtöltött mellényt visel. Jól étkezik, és az ételek - bár a német konyha nem rendelkezik a francia eleganciával - egészségesek és étvágygerjesztőek. Jó ruhákat vásárol, és jól öltözteti feleségét és gyermekeit. Általában van pénze televízióra, hétvégi kirándulásokra és focimeccsekre. És attól sem riad vissza, hogy alkalmanként nagyszabásúan ünnepeljen."
A munkatermelékenység növekedése Nyugat-Németországban lehetővé tette a legtöbb munkavállaló számára, hogy jelentősen javítsa életszínvonalát és "életbiztonságát". Ráadásul, amint David Eversley megjegyezte,
"Ahogy a reáljövedelmek emelkedtek, a hatóságok számára lehetővé vált (sőt, ösztönözve voltak), hogy mind adókból, mind hitelfelvételből forrásokat teremtsenek, hogy felgyorsítsák a beruházások és a folyó kiadások ütemét olyan projektekbe, amelyek részben azonnal termelékenyek, részben pedig a jó élet megteremtését segítik elő, ahogyan azt Németországban láthattuk ... A német városkép bármilyen felületes vizsgálata, nem is beszélve a statisztikák átnézéséről, azt mutatja, hogy Németország olyan összegeket költött kórházakra, könyvtárakra, színházakra, iskolákra, parkokra, vasútállomásokra, szociálisan támogatott lakásokra, földalatti vasutakra, repülőterekre, múzeumokra és így tovább, amelyek egyszerűen össze sem hasonlíthatók az ilyen irányú brit erőfeszítésekkel."
Mivel 1955 előtt nem volt Bundeswehr, és a NATO-erők megvédték Nyugat-Németországot, a nemzeti védelemre kevés kiadás fordult.

### Jóvátétel
A nyugatnémet gazdasági fellendülés érdekében leküzdendő fizikai korlátok mellett szellemi kihívások is felmerültek. A szövetségesek elkobozták a nagy értékű szellemi tulajdont, az összes német szabadalmat, mind Németországban, mind külföldön, és arra használták fel, hogy megerősítsék saját ipari versenyképességüket azáltal, hogy a szövetséges vállalatoknak engedélyezték őket.
Közvetlenül a német megadás után és az elkövetkező két évben az Egyesült Államok erőteljes programot folytatott a technológiai és tudományos know-how, valamint az összes szabadalom begyűjtésére Németországból. John Gimbel Science Technology and Reparations: Exploitation and Plunder in Warwar Post Germany című könyve szerint az USA és az Egyesült Királyság "szellemi jóvátételezései" közel 10 milliárd dollárt tettek ki.
Ennek a politikának a több mint két éve alatt Németországban az új ipari kutatásokat akadályozták, mert azok védtelenek és szabadon hozzáférhetők voltak a tengerentúli versenytársak számára, a megszállási hatóságok pedig arra ösztönözték őket, hogy átkutassanak minden nyilvántartást és létesítményt.

### Marshall-terv

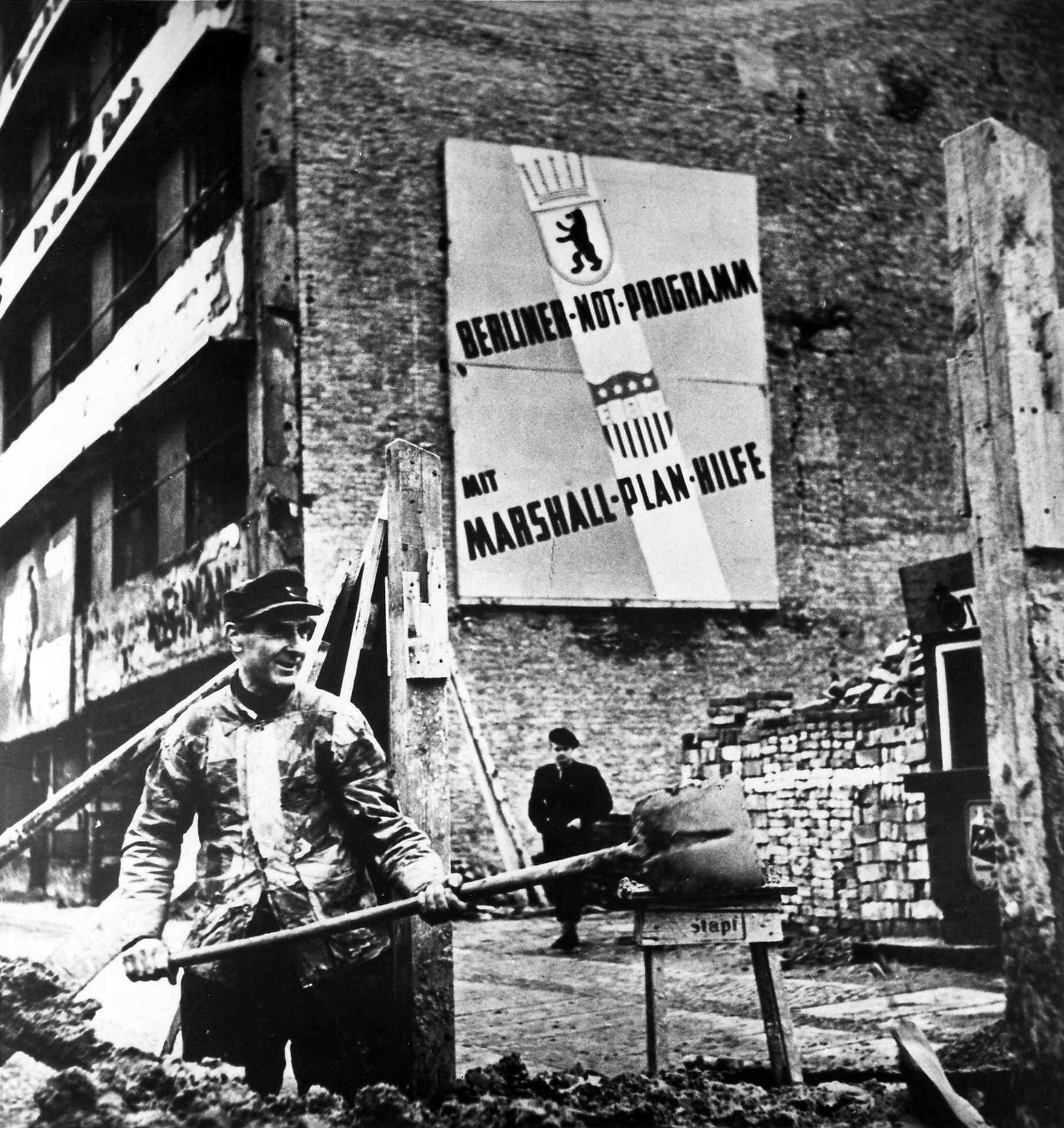
Építők Nyugat-Berlinben dolgoznak a Marshall Aid által finanszírozott projekten, 1952

Eközben a legjobb német kutatók és mérnökök ezrei dolgoztak a Szovjetunióban és az Egyesült Államokban.
A Marshall-tervet csak akkor terjesztették ki Nyugat-Németországra, miután rájöttek, hogy gazdaságának elnyomása hátráltatja más európai országok fellendülését; tehát nem az volt a gazdasági csoda mögött álló fő erő. Valószínűleg azonban nagyban hozzájárult Németország általános gazdasági fellendüléséhez. Továbbá gyakran figyelmen kívül hagyják a 150 000 amerikai megszálló katona "nem hivatalos hozzájárulásának" hatását, amely akár 4 német márkát is eredményezhetett dolláronként. Ezeket a márkákat Nyugat-Németországban költötték élelmiszerek, luxuscikkek, sör és autók vásárlására, valamint a helyiekkel való szórakozásra és prostituáltakra. A gyakorlatok során az ilyen katonák száma meghaladja a 250 ezer főt. Mindazonáltal a pénzbeli segély összegét, amely főként kölcsönök formájában, mintegy 1,4 milliárd dollár volt, nagymértékben elhomályosította az az összeg, amelyet a németeknek vissza kellett fizetniük háborús kárpótlásként, valamint a szövetségesek által a németeknek a folyamatos költségek miatt felszámított díjak a megszállásról, évente mintegy 2,4 milliárd dollár. 1953-ban úgy döntöttek, hogy Németország 1,1 milliárd dollárt fizet vissza a kapott támogatásból. Az utolsó törlesztés 1971 júniusában történt.
Az 1950-1953 között tartó koreai háború igényei globális áruhiányhoz vezettek, ami segített leküzdeni a nyugatnémet termékek vásárlásával szembeni tartós ellenállást. Abban az időben Nyugat-Németországban nagy volt a szakképzett munkaerő, részben a deportálások és migrációk következtében, amelyek akár 16,5 millió németet is érintettek. Ez hozzájárult ahhoz, hogy Nyugat-Németország több mint kétszeresére növelte exportját a háború alatt és röviddel azt követően. Ezeket a tényezőket leszámítva az 1950-es, 1960-as és 1970-es évek elején a lakosság körében végzett kemény munka és teljes munkaidő, valamint a Gastarbeiter ("vendégmunkások", az 1950-es évek vége óta) ezrei által biztosított többletmunka nyújtott létfontosságú alapot a fenntarthatósághoz.
Az 1950-es évek végétől Nyugat-Németország a világ egyik legerősebb gazdasága volt. A keletnémet gazdaság is erőteljes növekedést mutatott, de nem olyan mértékben, mint Nyugat-Németországban, a bürokratikus rendszer, a munkaképes korú keletnémetek Nyugat-Németországba történő kivándorlása és a források tekintetében a Szovjetunió felé folytatott jóvátétel miatt. A munkanélküliség rekord alacsony, 0,7-0,8%-os volt 1961-1966 és 1970-1971 között.
Ludwig Erhard, aki 1949 és 1963 között gazdasági miniszterként szolgált Adenauer kancellár kabinetjében, majd később maga is kancellárrá lépett elő, gyakran a nyugatnémet gazdasági csodához kötődik.

## Ausztria

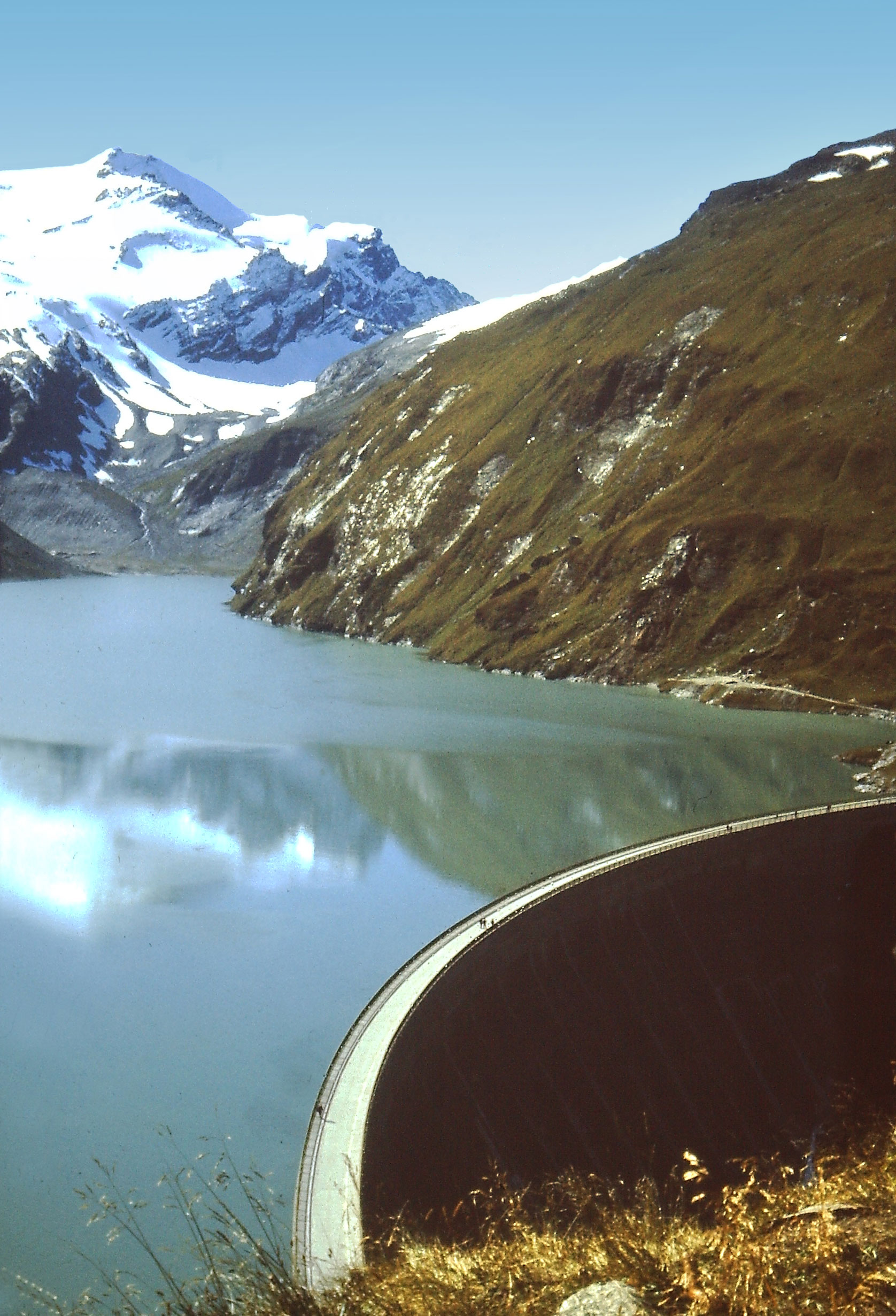
Mooserboden tározó, Kaprun, 1968

Ausztria is szerepelt a Marshall-tervben, és így tárgyalható a Wirtschaftswunder szempontjából. A kulcsfontosságú iparágak (VOEST, AMAG, Steyr-Puch) államosítása és még több hosszú munkaidő révén teljes gazdasági kapacitást elérték. Nyugat-Németországot útmutatóként használva a valuta stabilizálódott, amikor a schilling újra bevezetésre került a birodalmi márka helyett. Ezt a gazdaságpolitikát újságírói körökben a Raab-Kamitz Kurs néven ismerték, Julius Raabról, 1953-as osztrák kancellárról és Reinhard Kamitz pénzügyminiszteréről, a nyugatnémet Adenauer-Erhard Kurshoz hasonlóan.
Az állami nagyprojektek, például a Kaprun vízerőmű vagy a nyugati autópálya révén csökkent a munkanélküliség és biztosított a társadalmi béke. Az 1950-es években megérkeztek az országba az első vendégmunkások Dél-Olaszországból és Görögországból, mivel több fizikai munkára volt szükség a gazdasági fellendülés fenntartásához.

## Fordítás
Ez a szócikk részben vagy egészben  a   Wirtschaftswunder című angol Wikipédia-szócikk ezen változatának fordításán alapul.  Az eredeti cikk szerkesztőit annak laptörténete sorolja fel. Ez a jelzés csupán a megfogalmazás eredetét és a szerzői jogokat jelzi, nem szolgál a cikkben szereplő információk forrásmegjelöléseként.